# Santa Maria dei Carmini
Koordinaten: 45° 26′ 0,2″ N, 12° 19′ 20,4″ O
Santa Maria dei Carmini (auch: S. M. del Carmine oder S. M. del Carmelo) ist der Name einer römisch-katholischen Kirche und eines ehemaligen Karmeliter-Klosters im Sestiere Dorsoduro in Venedig. Sie ist auch kurz als „I Carmini“ bekannt und liegt in der Nähe des Campo di Santa Margherita, gegenüber der Scuola Grande dei Carmini, die mit ihr historisch und institutionell verbunden ist.

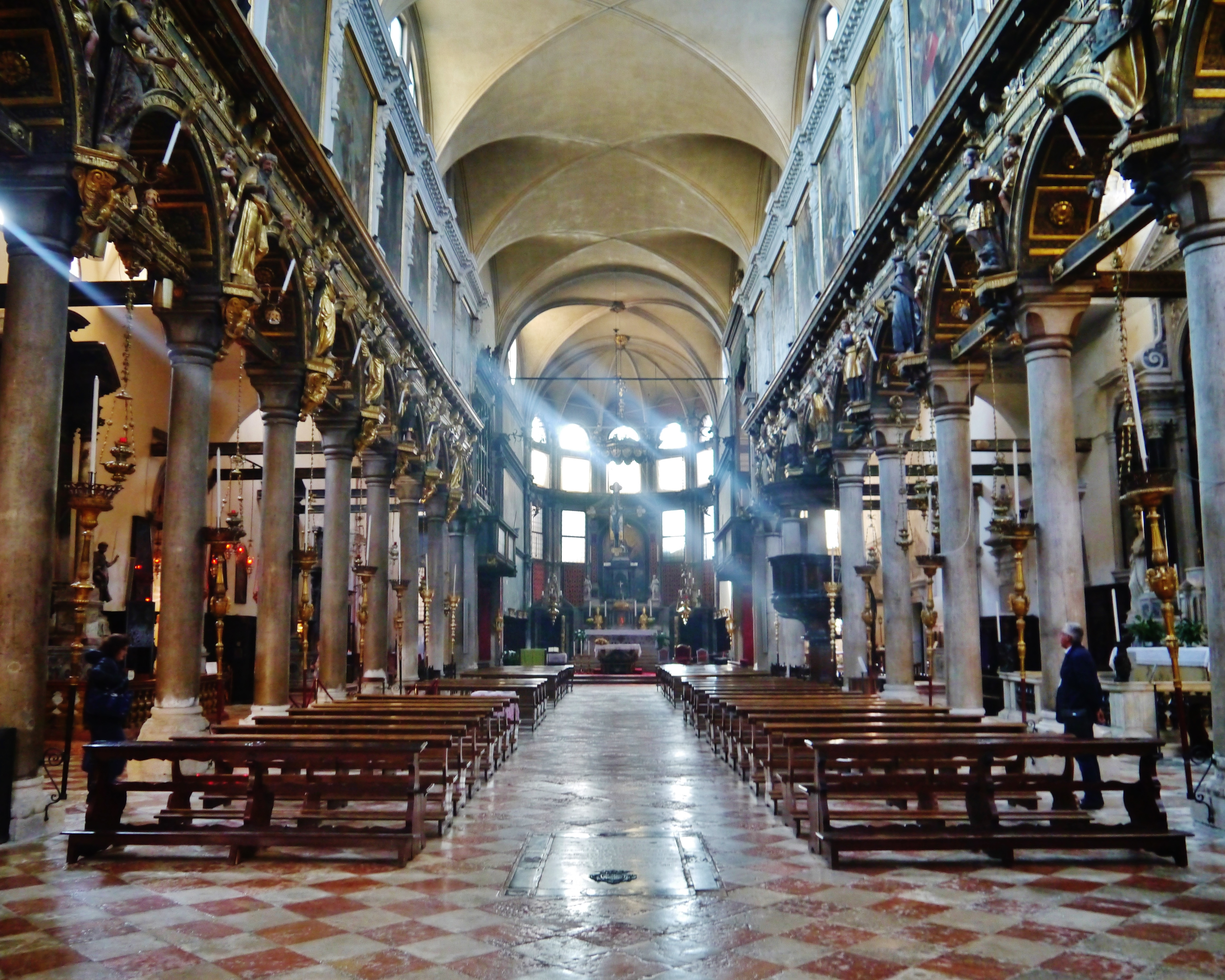
Innenraum in Richtung Hochaltar

## Geschichte
Laut Francesco Mondini sollen die ersten Karmeliter schon 1125 zur Zeit des Dogen Domenico Michiel nach Venedig gekommen sein. Die Kirche in ihrer ursprünglichen Gestalt wurde ab 1286 erbaut, unter dem Namen Mariä Himmelfahrt. Geweiht wurde sie durch den Prior des Konventes, Marco Morello, am 6. April 1348, im Beisein von sieben Bischöfen.

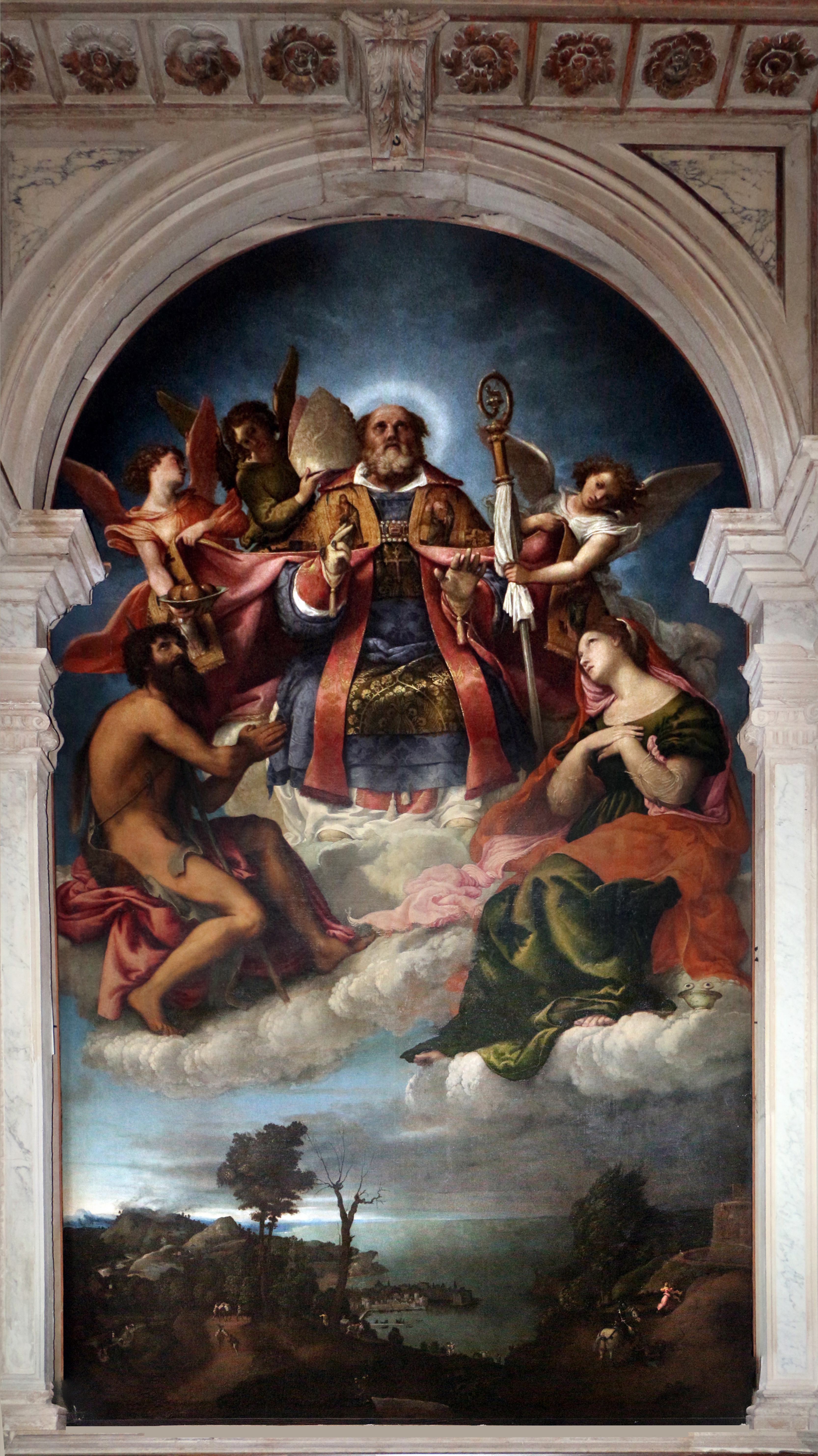
Lorenzo Lotto: Apotheose des Hl. Nikolaus, 1527–29

Die Kirche wurde im 16. Jahrhundert umgebaut und im Stil der Renaissance verändert. Fassade, Presbyterium und Seitenkapellen wurden zwischen 1506 und 1514 von Sebastiano Mariani aus Lugano gebaut. Die Ausschmückung der Kirche zog sich bis ins frühe 18. Jahrhundert hin.
Ab 1300 entstand im Anschluss an Kirche und Kloster ein wohltätiger Terziaren-Orden von Karmelitinnen, die im Volk als Pizzochere dei Carmini bekannt waren. Diese lebten anfangs noch in ihren Privathäusern, bis ihnen ein gewisser Luigi Vielmo im Jahr 1498 ein eigenes Haus namens Santa Maria della Speranza (Hl. Maria der Hoffnung) schenkte.
Schließlich wurde 1594 eine Bruderschaft für beiderlei Geschlechter gegründet und in der Folge das Gebäude der Scuola dei Carmini gegenüber der Kirche errichtet. Die Bruderschaft besitzt in der Kirche auch einen eigenen Altar, welcher wie die Kirche der Madonna del Carmine gewidmet ist.
Aus dem venezianischen Karmeliterorden gingen zahlreiche Bischöfe hervor und auf Wunsch von Papst Clemens VII. wurde hier eine Reform des Ordens erarbeitet.
Das Kloster wurde 1810 aufgelöst, und Teile des Gebäudes wurden später als Wäscherei genutzt.

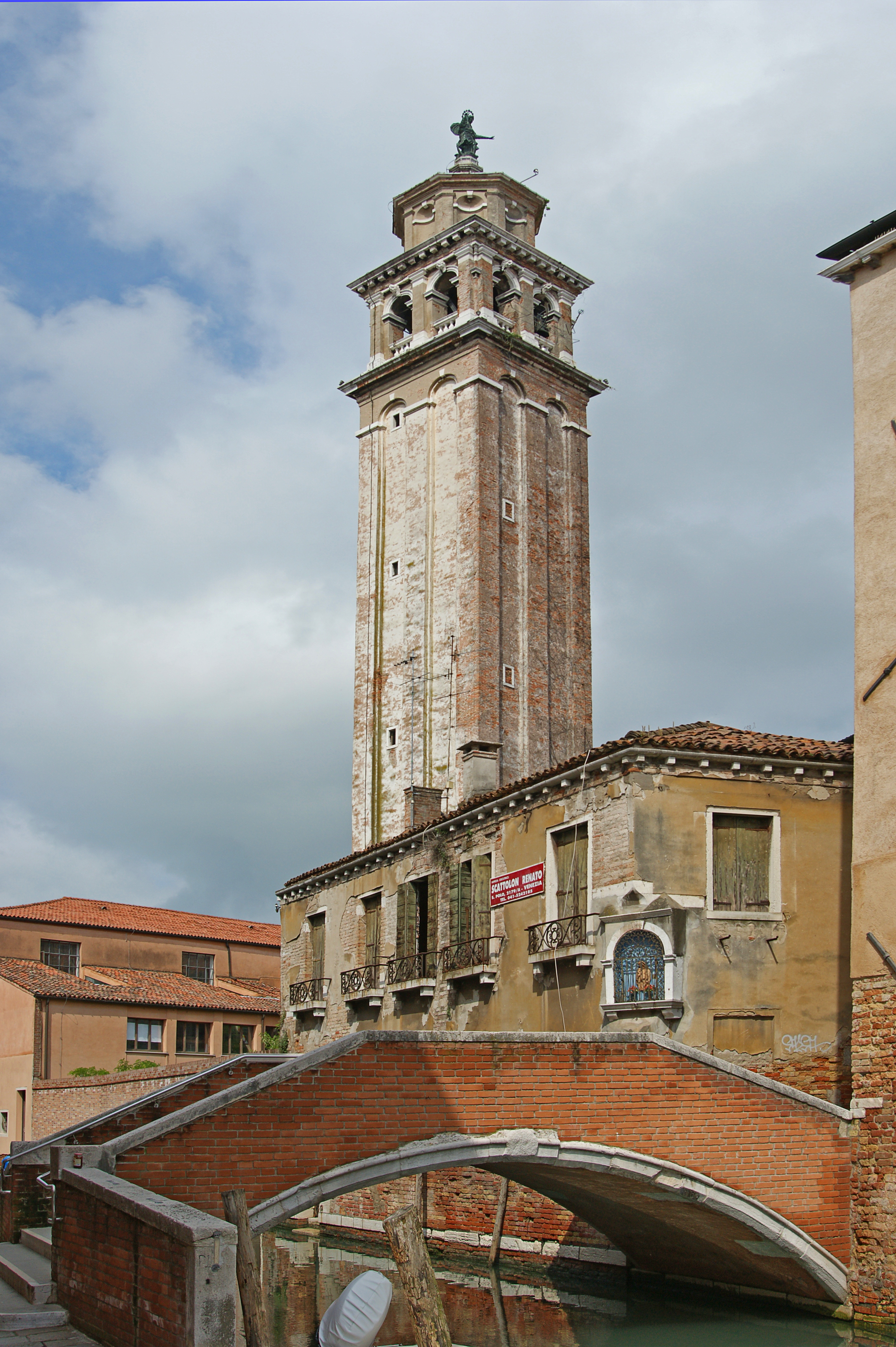
Campanile der Kirche (mit dem Ponte de le Pazienze)

## Beschreibung

### Äußeres
Die schlichte aber harmonische dreigeteilte Renaissance-Fassade wurde um 1500 erbaut. Sie besteht aus rotem Ziegel mit weißem Marmordekor und wird dezent durch einige toskanische Pilaster und Gesimse gegliedert. Das marmorne Portal flankieren rechts und links zwei Rundbogenfenster. Die Lünetten schuf Giovanni Buora. Über dem Tor sieht man eine Madonna mit Kind, und über dem Gesims, im oberen Teil der Fassade, einen oktogonalen Oculus mit Fenster-Rosette. Den Rundgiebel schmückt eine 16-strahlige Sonne (oder ein Stern) mit einer Rose im Zentrum. Bekrönt wird die Fassade durch fünf Heiligenfiguren, darunter Darstellungen der Propheten Elias und Elisäus von Tommaso Rues aus dem 17. Jahrhundert.
Das Seitenportal (zum Campo di Santa Margherita) stammt aus dem 14. Jahrhundert. Es zeigt direkt über der Tür eine Relief-Büste Madonna mit Kind und außen am Baldachin ein marmornes Medaillon mit zwei Pfauen.
Der erste Campanile war im 17. Jahrhundert einsturzgefährdet und wurde 1676 von Giuseppe Sardi (1624–1699) in barocken Formen erneuert. Er ist weithin sichtbar. Die originale Statue der Madonna del Carmine auf der Turmspitze wurde nach einem Blitzeinschlag 1982 durch ein neues Standbild von Romano Vio ersetzt.

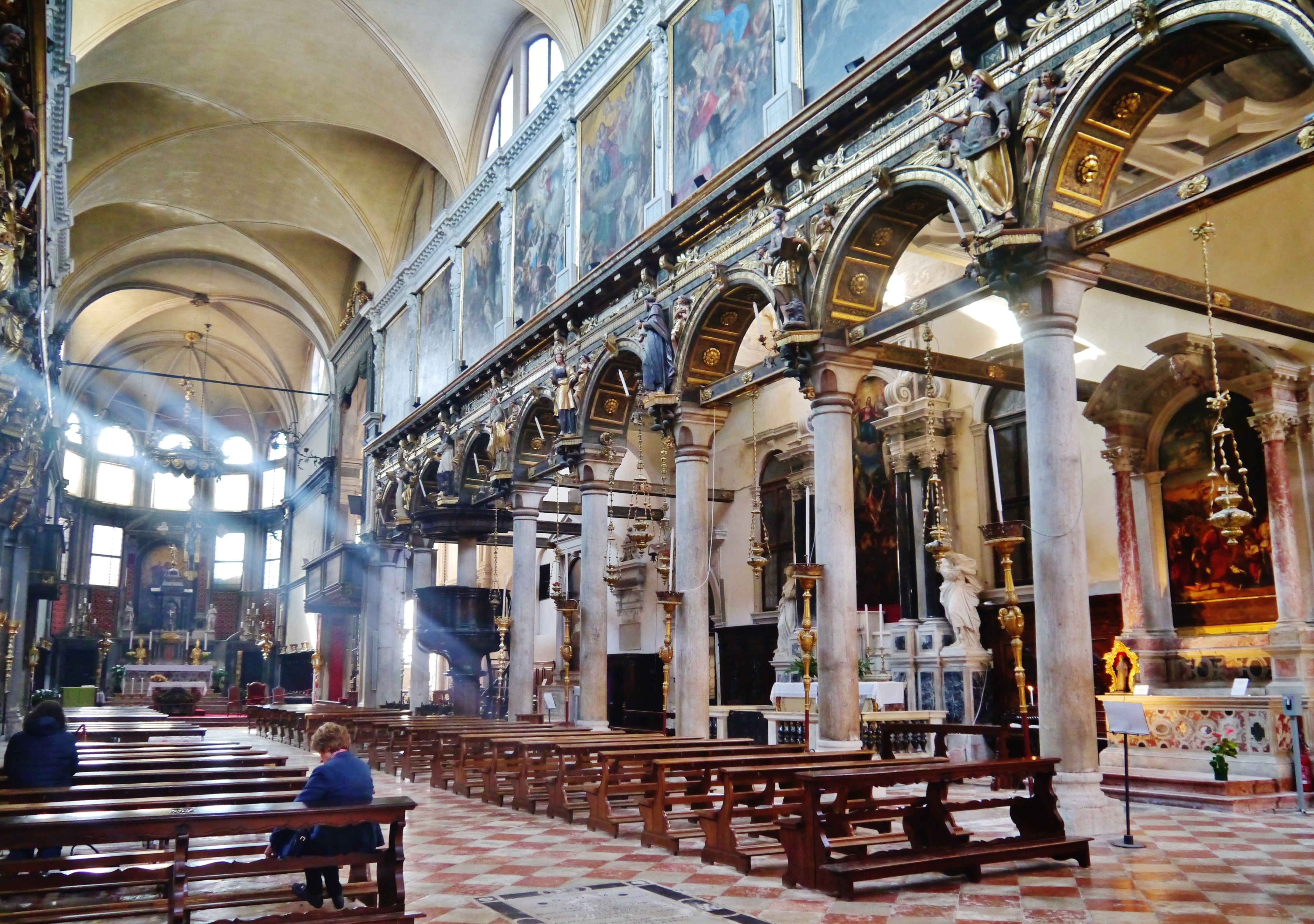
Blick zum rechten Seitenschiff

### Innenraum
An der Eingangswand befindet sich das Grabmonument des 1603 verstorbenen Jacopo Foscarini, eines Admirals der venezianischen Flotte, der in einem Palazzo gegenüber der Kirche wohnte. Das Monument wurde von Francesco Contin geschaffen.
Der in seinen Proportionen typisch gotische, langgestreckte Innenraum zeigt einige ungewöhnliche Züge, die sich aus einer Mischung verschiedener Stile ergibt. Das hohe Mittelschiff mit gotischem Kreuzrippengewölbe wird von zwei niedrigen Seitenschiffen flankiert, deren Rundbögen von schlichten, archaisch anmutenden Säulen von byzantinisch-romanischem Typus aus dem 14. Jahrhundert getragen werden. Die Arkaden selber sind mit einer barocken Dekoration aus geschnitztem, bemaltem und teilvergoldetem Holz verkleidet: über den Säulen Figuren von Heiligen und Propheten, über den Bögen Engel.
Das Licht fällt von oben durch halbrunde, zweigeteilte Thermenfenster, die sich perfekt in die Wölbungen der Decke einfügen. Die Wandflächen des Obergadens, zwischen den Fenstern und den Arkaden, sind zu beiden Seiten geschmückt mit einem 24-teiligen barocken Gemäldezyklus (in Öl auf Leinwand) mit Heiligen des Karmeliter-Ordens, je 12 Bilder links und rechts (17.–18. Jahrhundert); darunter befinden sich Werke von Sebastiano Mazzoni, Gregorio Lazzarini, (Giovanni Battista ?) Lambranzi, Vincenzo da Canal und Gaspare Diziani.
Auch darüber hinaus ist die Kirche reich an Kunstschätzen, von denen nur die bedeutendsten genannt werden können.

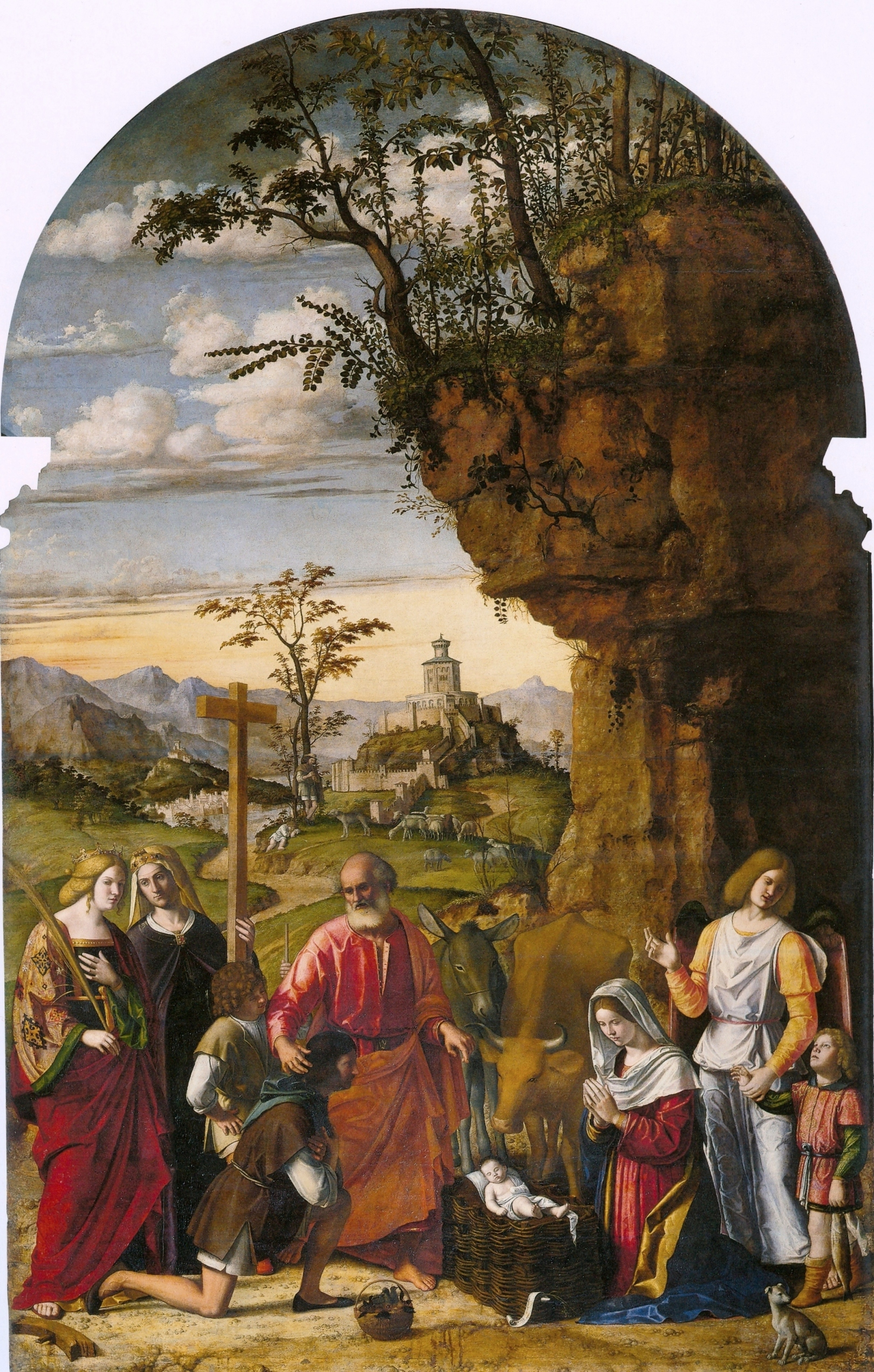
Cima da Conegliano: Anbetung des Jesuskindes, ca. 1509

### Seitenschiffe
Auf dem zweiten Altar rechts sieht man die Anbetung des Jesuskindes von Cima da Conegliano aus dem Jahr 1509, die als eines der herausragenden Juwelen der Kirche gilt.
Die Madonna del Carmelo mit Heiligen und Seelen im Purgatorium ist Pace Pace zugeschrieben (1595 ?); sie wird zu beiden Seiten flankiert von den Skulpturen der Jungfräulichkeit und der Demut, Meisterwerken der Bildhauerkunst von Antonio Corradini und Giuseppe Torretti. Das Deckengewölbe wurde 1708 von Sebastiano Ricci ausgemalt, der für seine Zeit ungewöhnlicherweise hier einen Goldgrund verwendete.
Das holzgeschnitzte Wunder der Madonna (1724) stammt von Francesco Bernadoni. Den Elias in der Wüste schuf Gaspare Diziani.

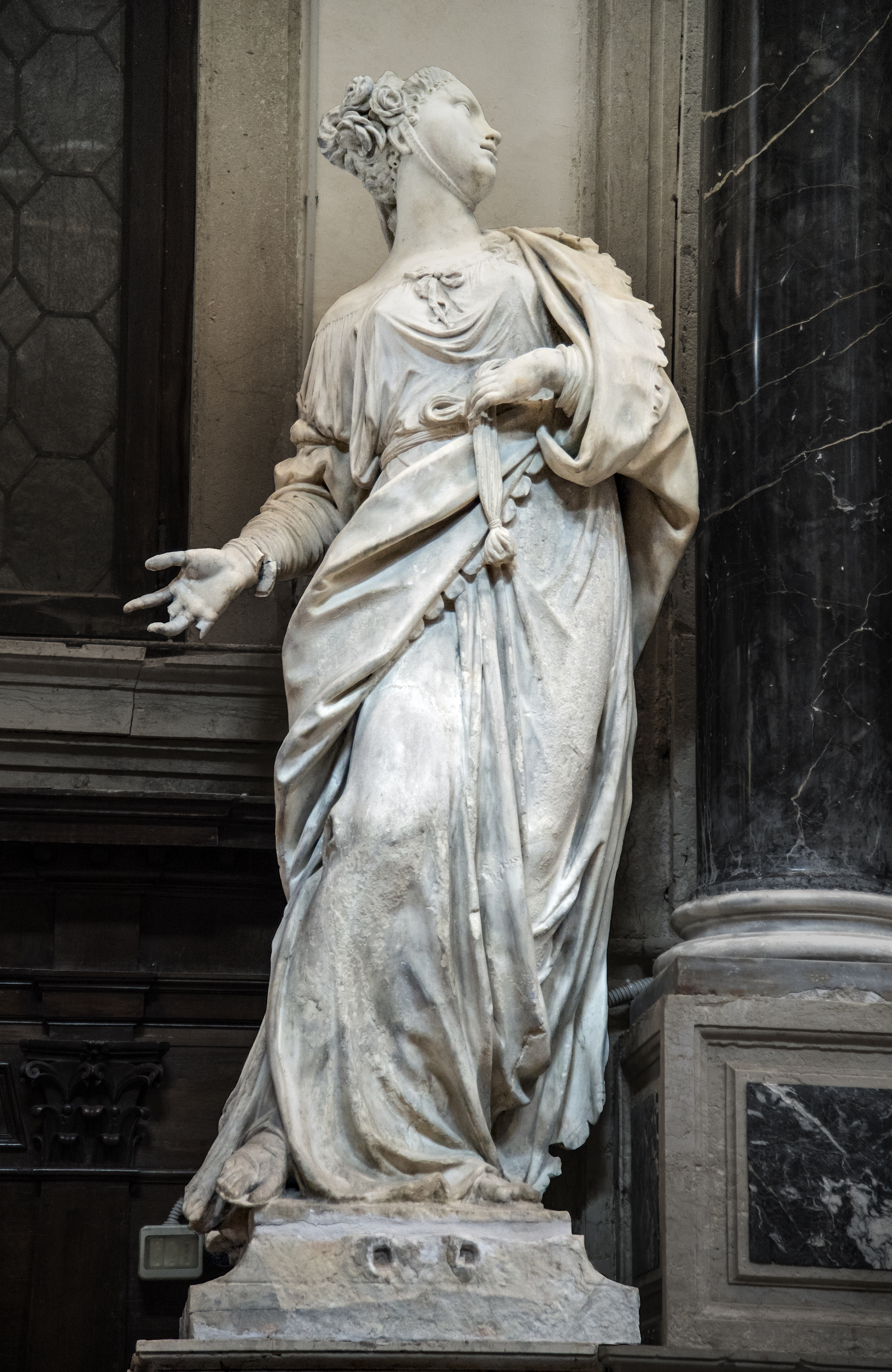
Die Jungfräulichkeit von Antonio Corradini, ca. 1723

Die Darstellung Jesu im Tempel auf dem vierten Altar rechts ist ein Frühwerk von Tintoretto von 1541–42.
Das Altarbild der Verkündigung in der Sakristei malte Jacopo Palma il Giovane.
Von den Gemälden im linken Seitenschiff verdienen besondere Beachtung: Padovaninos großformatiges Wandbild Der Hl. Liberale lässt den Kaiser zwei zum Tode Verurteilte freisprechen (1638), und die Altarbilder Erziehung der Jungfrau Maria durch die hl. Anna von Flaminio Grapinelli (1738) und der Hl. Alberto von Trapani von Pietro Liberi.
Eines der absoluten Glanzlichter der Kirche ist (rechts neben dem Seiteneingang) Lorenzo Lottos Apotheose des hl. Nikolaus, das er zwischen 1527 und 1529 malte.

### Hauptaltar und Apsis
Das gemalte Kruzifix, das über dem Hauptaltar schwebt, ist ein Werk Paolo Venezianos aus dem 14. Jahrhundert.
Auch die Wände des Presbyteriums, vor dem marmornen Hochaltar, sind rechts und links mit je zwei Wandbildern geschmückt. Unten rechts die Wunderbare Vermehrung von Brot und Fisch (oder Speisung der Fünftausend) von Jacopo Palma il Giovane und darüber das Paradies und die Hl. Helena mit dem Kreuz von Gaspare Diziani. Oben links die Eherne Schlange ist wiederum von Diziani, darunter das Mannawunder von Marco Vicentino (Sohn des Andrea Vicentino).

### Sonstiges
Beachtung verdient auch der schöne Kreuzgang des ehemaligen Klosters, das heute zu einer staatlichen Kunst-Fachschule gehört.

## Bildergalerie

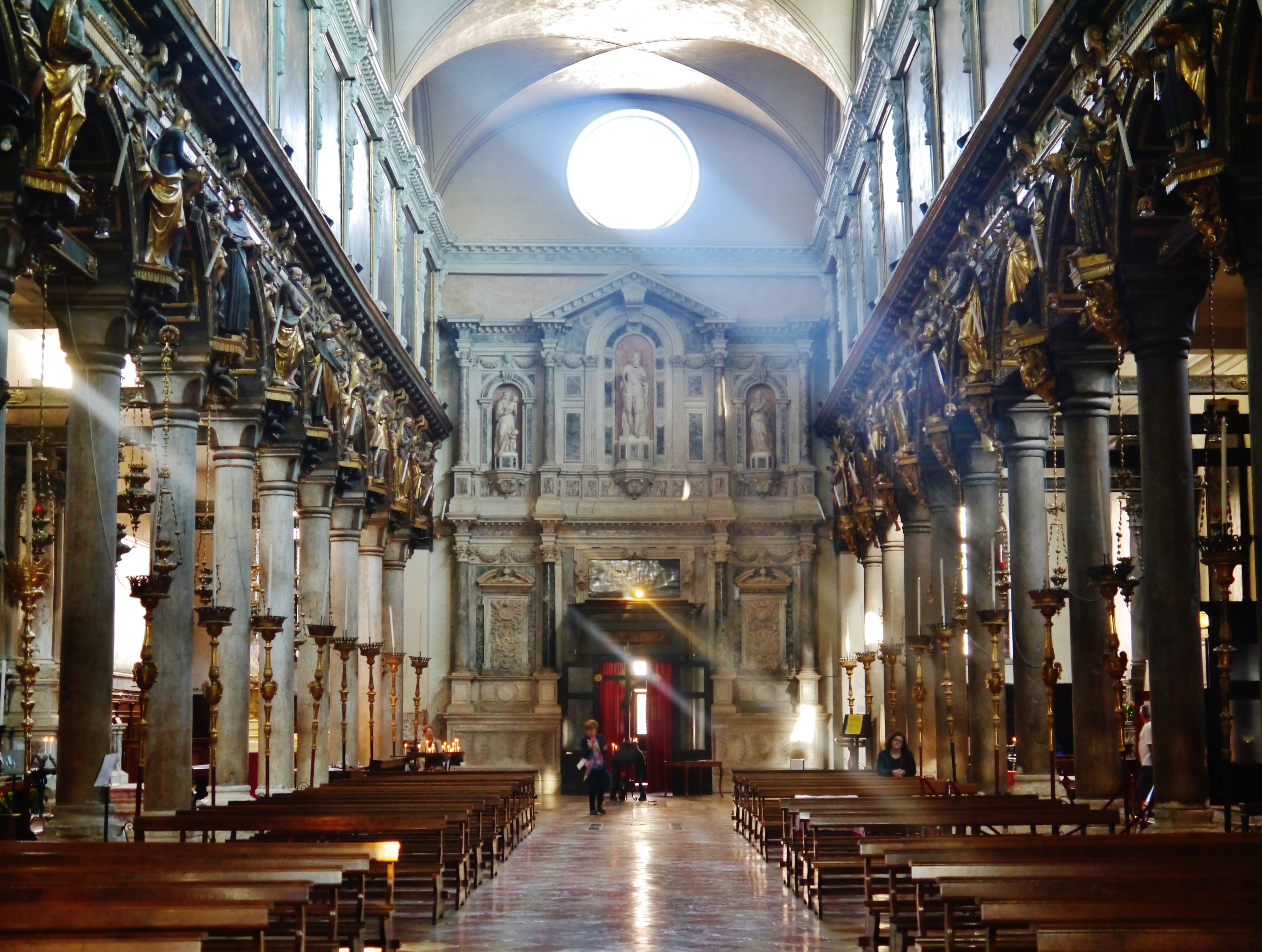
Haupteingang mit dem Grabmal des Jacopo Foscarini (ca. 1603)
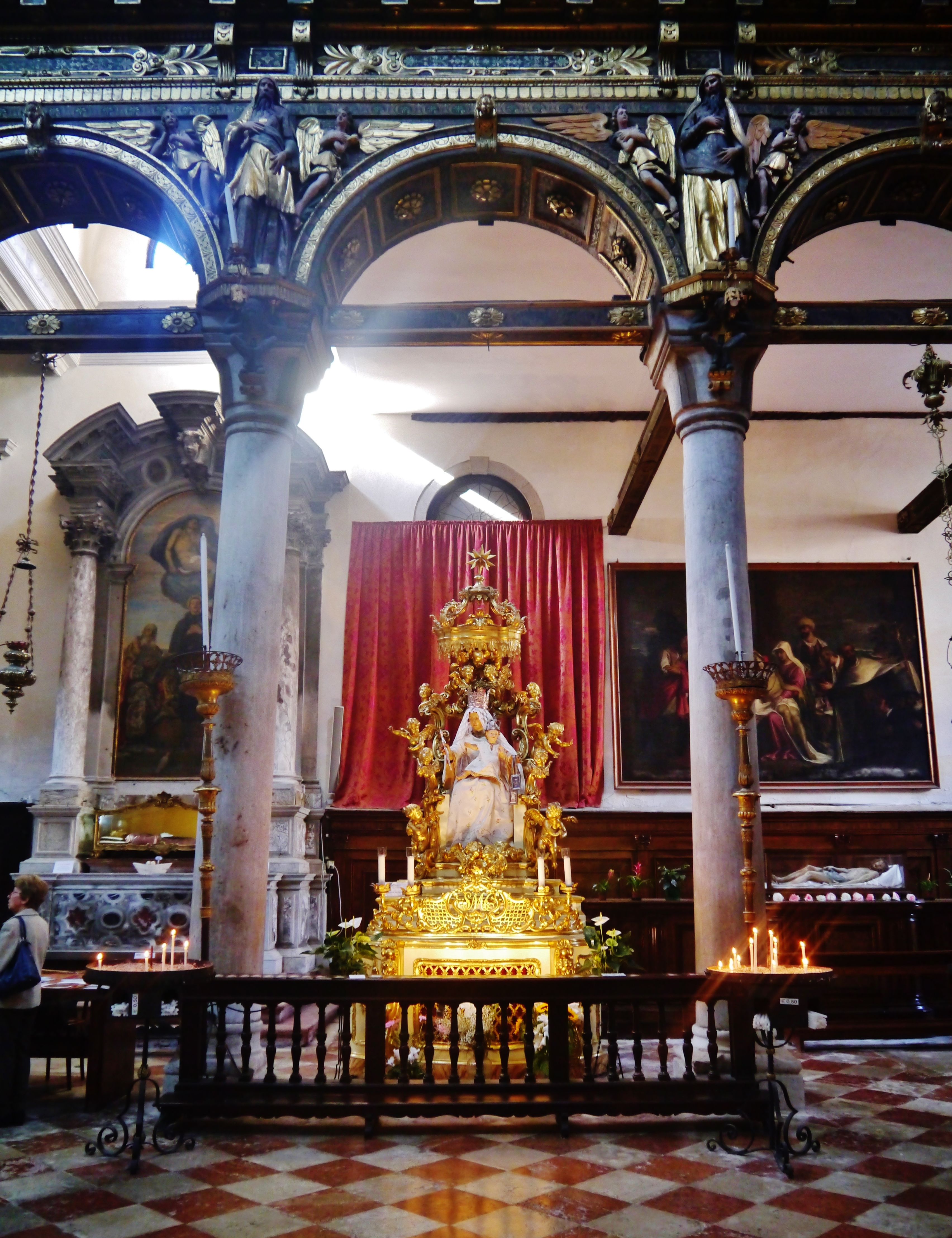
Prozessionsfigur Madonna dei Carmini
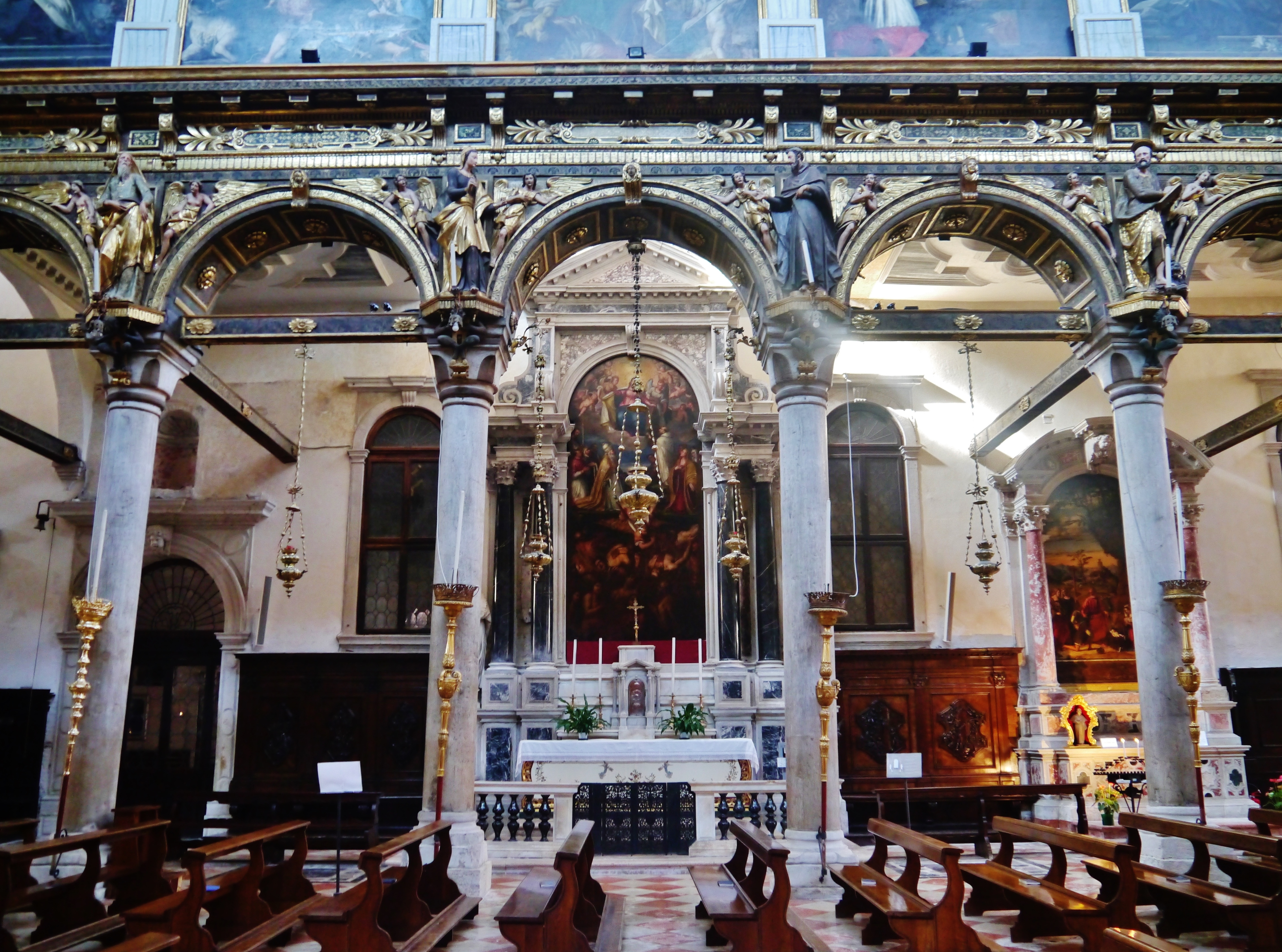
Blick zur Madonna del Carmelo von Pace Pace im rechten Seitenschiff
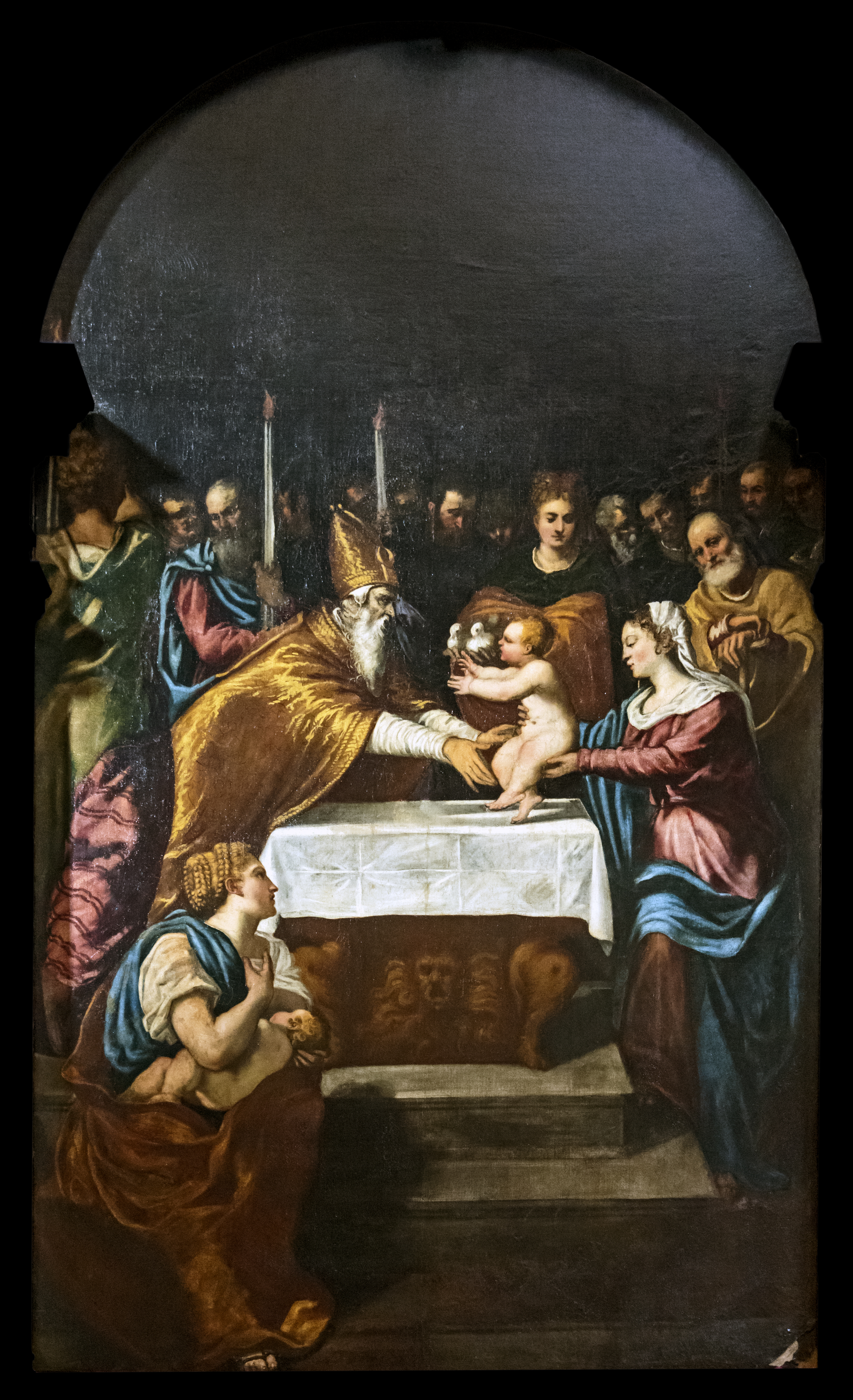
Jacopo Tintoretto: Darstellung Jesu im Tempel, ca. 1542
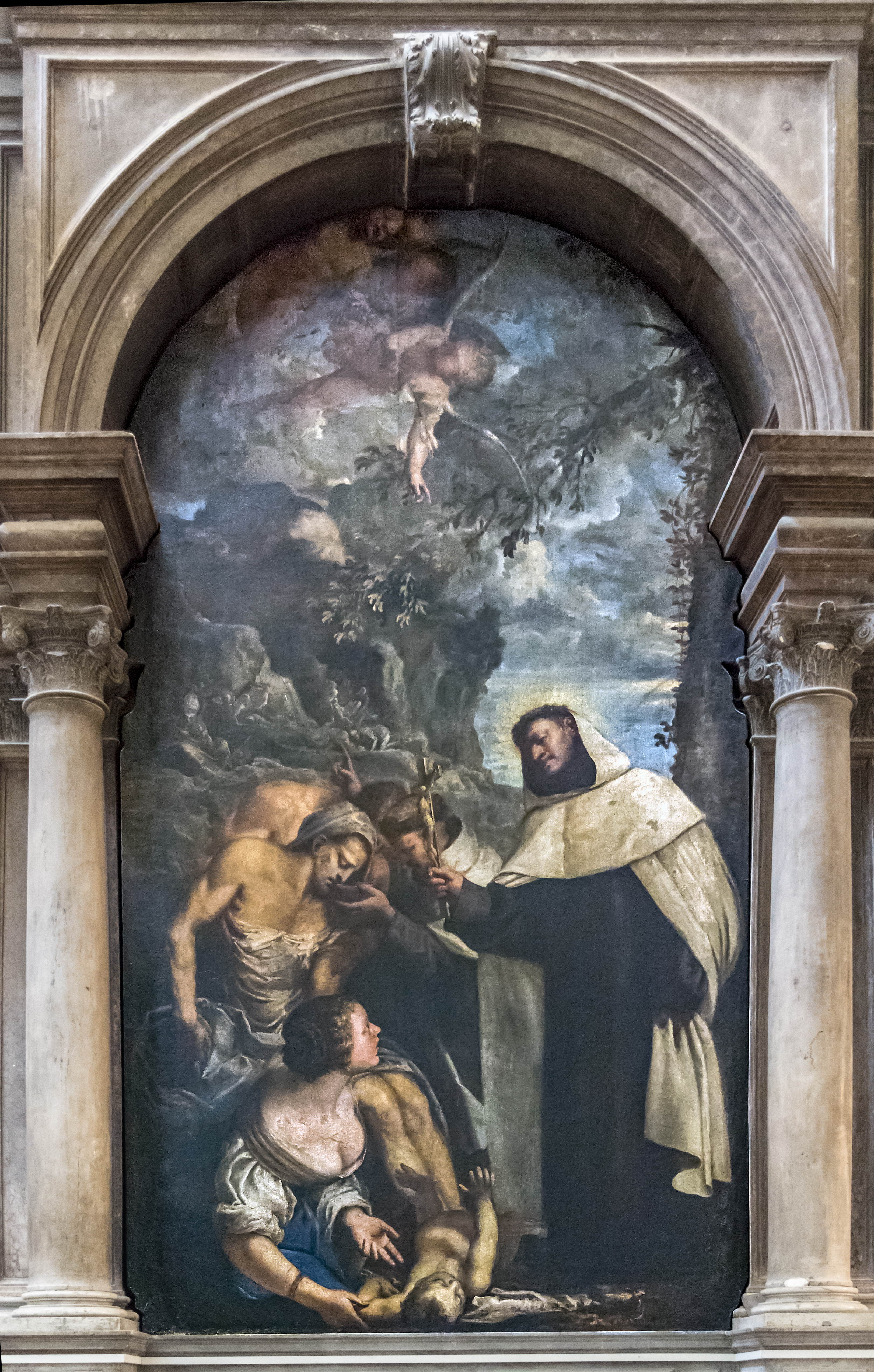
Pietro Liberi: Hl. Alberto von Trapani
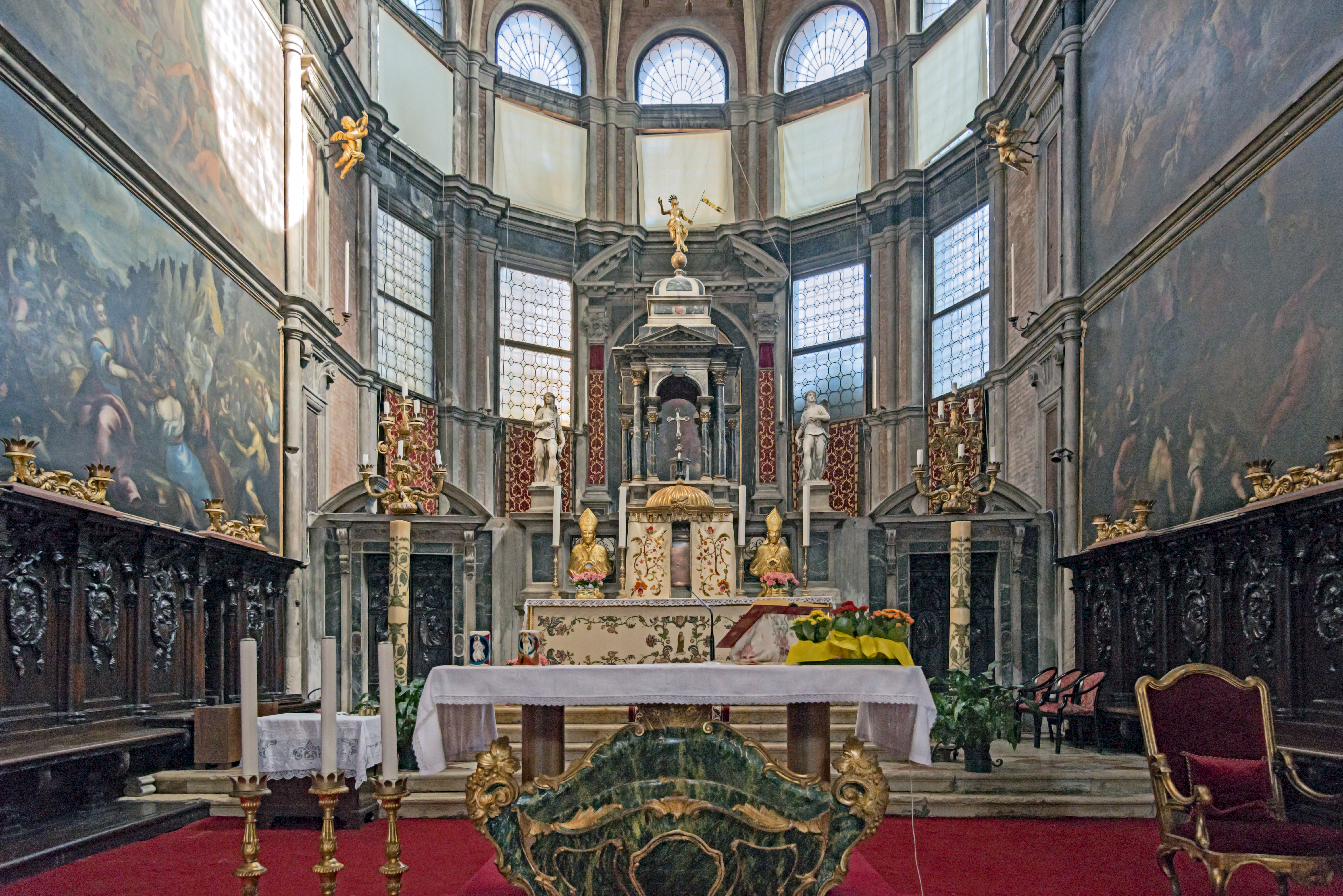
Presbyterium mit Hochaltar
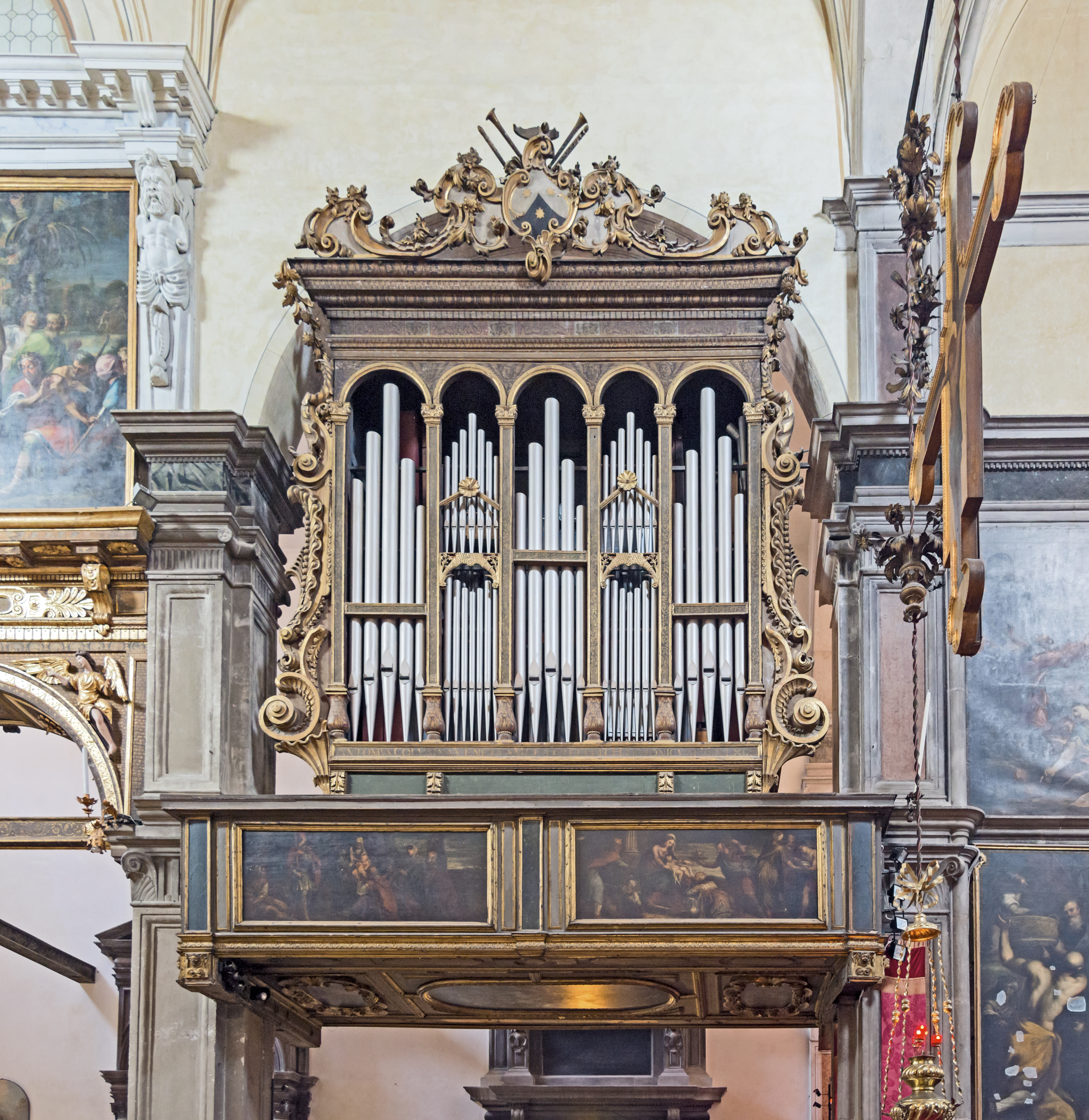
Orgel

## Einzelanmerkungen
1. 1 2 3 4 5 6  Chiesa di Santa Maria del Carmine vulgo dei Carmini, Abschnitt „Storia della chiesa e del monastero“, auf der Website „Conoscere Venezia“ (Abruf am 14. April 2020)
2. ↑  Thorsten Droste: Venedig (Kunst-Führer), Dumont, Köln, 1996, S. 212
3. 1 2 3 4 5 6 7 8 9 10  Chiesa di Santa Maria dei Carmini, auf der Website venice-tourism.com (italienisch (auch als englische Version); Abruf am 14. April 2020)
4. 1 2 3 4 5 6 7 8 9 10 11 12 13 14  Chiesa di Santa Maria dei Carmini auf der Website Venediginformationen (Memento des Originals vom 7. Februar 2020 im Internet Archive)  Info: Der Archivlink wurde automatisch eingesetzt und noch nicht geprüft. Bitte prüfe Original- und Archivlink gemäß Anleitung und entferne dann diesen Hinweis. (Abruf am 14. April 2020)
5. ↑  „Chiesa di Santa Maria del Carmine vulgo dei Carmini“, Abschnitt „Eventi più recenti“, auf der Website „Conoscere Venezia“ (Abruf am 14. April 2020)
6. 1 2 3 4 5 6 7 8 9  „Chiesa di Santa Maria del Carmine vulgo dei Carmini“, Abschnitt „Visita della chiesa (1839)“, auf der Website „Conoscere Venezia“ (Italienisch; Abruf am 14. April 2020)
7. 1 2  Thorsten Droste: Venedig (Kunst-Führer), Dumont, Köln, 1996, S. 213
8. ↑  Augusto Gentili: Die Malerei in Venedig von 1450 bis 1515, in: Venedig – Kunst und Architektur, Bd. 1, Könemann, Köln, 1997, 254–309, hier: S. 299–303
9. ↑  Paola Rossi: Die venezianische Plastik im 18. Jahrhundert, in: Venedig – Kunst und Architektur, Bd. 2, Könemann, Köln, 1997, 718–739, hier: S. 728 und 730 f
10. ↑  Stefania Mason: Die venezianische Malerei vom späten 16. bis 17. Jahrhundert, in: Venedig – Kunst und Architektur, Bd. 2, Könemann, Köln, 1997, 524–574, hier: S. 542 und 545
11. ↑  Die Datierung basiert auf einer Inschrift am Altar. Roberto D’Adda, Rodolfo Pallucchini: Lotto (I classici dell’Arte), Rizzoli/Skira/Corriere della Sera, Mailand, 2004, S. 134
12. ↑  Rosand gibt fälschlich und ohne Argumente 1523 als Entstehungsjahr an. David Rosand: Die venezianische Malerei im 16. Jahrhundert, in: Venedig – Kunst und Architektur, Bd. 1, Könemann, Köln, 1997, 394–457, hier: S. 403